# Filippinska samväldet
Filippinska samväldet (spanska: [filiˈpinas]) var föregångaren till den moderna Filippinerna och fanns åren 1935-1946 då Filippinerna var en till USA associerad stat. Filippinska samväldet skapades genom Tydings-McDuffie Act, som antogs av USA:s kongress 1934. Då Manuel L. Quezon valdes till president 1935 blev han förste filippiner att bli filippinskt statsöverhuvud.